# えんぴつで作る歌
「えんぴつで作る歌」（えんぴつでつくるうた）は、平川地一丁目の1枚目のアルバム。2004年7月28日発売。
オリコンチャートでは邦楽男性アーティストとしては当時最年少である15歳0ヶ月でのTOP10入りを果たした。

## 収録曲

### CD
1. 福田の夕陽
2. とうきょう
3. せんこうの華
4. 星から吹く風
5. 風は海を渡れる
6. ぼくの夏休み
7. 君の分まで
テレビ朝日系ドラマ「電池が切れるまで」オープニング・テーマ
8. 君のくつ
9. 「ただいま」の予感
10. いつかの僕へ
11. 君との約束
12. 桜の隠す別れ道
13. 夕暮れ時の帰り道

### DVD (初回生産限定盤)
1. かわれないので(インディーズ・ミュージックビデオ)